# ۲۸۳ (پیش از میلاد)
۲۸۳ (پیش از میلاد) ۲۸۳مین سال قبل از تقویم میلادی است.